# 巴赫特冕状物
巴赫特冕状物（英語：Ba'het Corona）是金星上的一个地表特征，约230公里(140英里)长、150公里宽(93英里)，与奥纳塔赫冕状物相邻，二者都被一圈有多处断裂的山脊和槽沟环绕，冕状物中央部位也存在径向断裂以及火山圆顶和熔岩流。冕状物的形成被认为是由于金星内部热物质上涌所导致的。这二个冕状物可能都是在同一次熔岩上涌过程中同时形成的，或可能表明上涌运动或行星上层地壳随时间变化发生了西移。一个“薄饼状穹丘”，在南半球可看到的类似低矮圆顶丘，正好位于巴赫特冕状物的西南部。